# Frederiksoord
Frederiksoord (52° 50′ N, 6° 11′ L) é uma cidade dos Países Baixos, na província de Drente. Frederiksoord pertence ao município de Westerveld, e está situada a 24 km, a noroeste de Hoogeveen.
Em 2001, a cidade de Frederiksoord tinha 1254 habitantes. A área urbana da cidade é de 0.24 km², e tem 481 residências. 
A área de Frederiksoord, que também inclui as partes periféricas da cidade, bem como a zona rural circundante, tem uma população estimada em 370 habitantes.